# Nœud lunaire

Les nœuds lunaires sont les points de l'orbite de la Lune où elle traverse l'écliptique. (Cette illustration ne représente pas la réalité des orbites ; le soleil ne tourne pas autour de la terre, c'est l'inverse ; mais elle permet de conceptualiser et visualiser la trajectoire du soleil dans le ciel, depuis la terre.)

Les nœuds lunaires sont les points de l'orbite de la Lune où elle traverse l'écliptique, la trajectoire du soleil dans le ciel. Le point où elle traverse l'écliptique depuis l'hémisphère céleste sud vers l'hémisphère nord s'appelle nœud ascendant ou nœud nord (symbole : ); celui où elle le traverse depuis l'hémisphère nord vers l'hémisphère sud s'appelle nœud descendant ou nœud sud (symbole : ).

## Description
L'intervalle de temps qui sépare deux passages de la Lune au même nœud de son orbite s'appelle la révolution draconitique, ou mois draconitique. Draconitique, car dans l'astronomie antique, les nœuds lunaires nord et sud étaient appelés respectivement la tête et la queue du dragon : le symbolisme du dragon lapon ou du dragon oriental des Chinois, Perses ou Indiens, le montre dévorant la lune (évocation de l'éclipse lunaire).
L'espace de temps qui sépare deux passages successifs de la Lune au nœud ascendant dure 27 jours, 21 jours moyens ; plus précisément, 242 révolutions draconitiques correspondent à 6585,36 jours (soit 18 ans, 15 jours et 8 heures). Le mois draconitique est plus court que le mois sidéral car les nœuds se déplacent dans le sens opposé au mouvement lunaire.[pas clair]

## Interprétationastrologique
Selon l'astrologie karmique, l'axe des Nœuds indiquerait le sens de la vie : le Nœud Sud correspondrait à un « trop-plein » d'expériences tirées des vies antérieures alors que le Nœud Nord correspondrait à des champs d'expériences à développer. Si la position du Nœud Nord en signe astrologique représenterait la qualité d'être à acquérir, sa position en maison astrologique correspondrait aux expériences précises que l'on aurait intérêt à vivre[réf. incomplète].
Le Nœud Sud s'exprimerait particulièrement dans la première partie de l'existence, alors que le Nœud Nord représenterait la voie d'évolution dans cette vie. Certains manquant de courage et fuyant le programme qu'ils se seraient pourtant fixé avant de naître risqueraient alors de vivre le Nœud Sud en négatif ; « c'est un peu comme un organe du corps humain qui tombe malade : si nous ne le soignons pas, il polluera tout l'organisme ». Stagner sur les valeurs du Nœud Sud pourrait conduire à se heurter à des problèmes répétitifs. En revanche, chaque pas fait en direction du Nœud Nord amènerait le sentiment d'« être mieux dans sa peau »[réf. incomplète].
Le Nœud Sud (nœud descendant vers le Sud de la Lune / Queue du Dragon), appelé Ketu en astrologie hindoue, et le Nœud Nord (nœud ascendant vers le Nord de la Lune / Tête du Dragon), appelé Râhu en astrologie hindoue, sont connus de longue date par les astrologues occidentaux. On trouve aussi dans la géomancie les deux figures « caput draconis » et « cauda draconis », soient la tête et la queue du dragon. Les anciens astrologues, dont Ptolémée, utilisaient les nœuds d'une manière beaucoup plus restrictive que les astrologues modernes, qui souvent les considèrent comme des astres, alors que ce sont des points fictifs. Auparavant, les auteurs occidentaux se contentaient de donner une valeur saturnienne (de nature dissonante) au Nœud Sud et une valeur jupitérienne (de nature harmonique) au Nœud Nord (dans l'astrologie traditionaliste, Saturne est « le Grand Maléfique », et Jupiter « le Grand Bénéfique »). 
Les tenants de l'astrologie karmique affirment qu'il n'existait pas d'interprétation pertinente de ces symboles jusqu'à l'avènement de leur pratique qui a mis en lumière la signification de cet axe en introduisant la notion de vies antérieures attachées au Nœud Sud au travers d'auteurs tels que Martin Schulman, Jacques Atalane, Irène Andrieu, Pierre Lassalle, Patrick Giani, Laurence Larzul (voir la Bibliographie). Dans le Dictionnaire Astrologique de Henri-Joseph Gouchon, paru pour la première fois en 1935, on peut lire au chapitre Nœuds lunaires : « Mon opinion sur les nœuds de la Lune a été grandement influencée par une phrase prononcée un jour à une réunion de la Société Astrologique de France, vers 1930-1935 par Henri Selva, astrologue et auteur particulièrement sérieux, contemporain des Choisnard, Caslant, Picard, etc. Or un jour qu'il était question du nœud de la Lune, il a formulé cette opinion très claire : "Là où il n'y a rien, il ne peut y avoir d'influence". Je dois ajouter que je n'ai jamais utilisé régulièrement ce facteur astrologique ». Laurence Larzul considère donc que c'est aussi faute d'intérêt pour ces nœuds lunaires que les astrologues occidentaux se sont alignés sur une pensée rationaliste et matérialiste selon laquelle ce qui est invisible n'est pas efficace (point de vue dont on peut interroger la logique du postulat lorsque l'on est conscient que la position de l'ascendant, par exemple, n'a pas plus de matérialité tandis qu'elle est admise par tous les astrologues occidentaux).